# Ecología vegetal

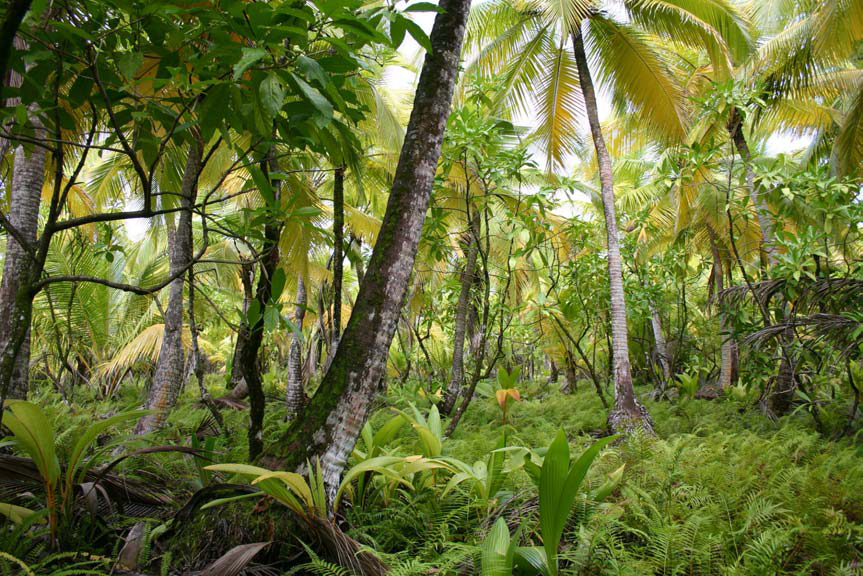
Una comunidad de plantas tropicales en Diego García

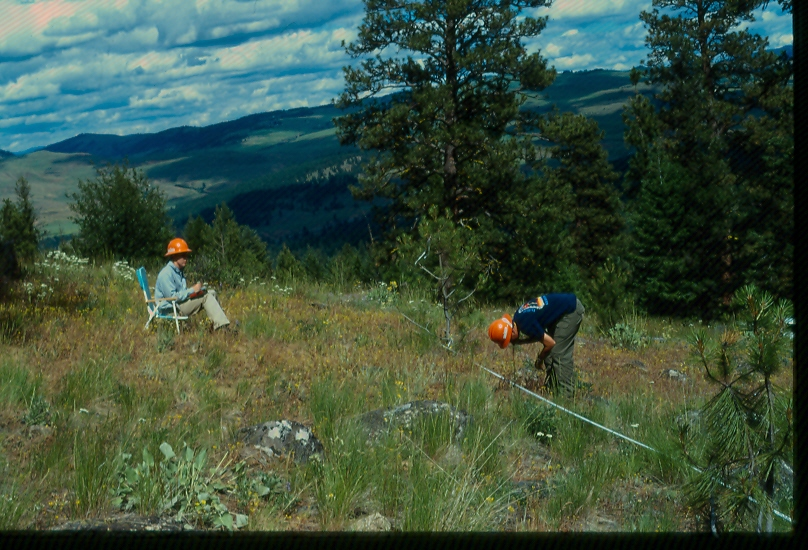
Monitoreo de pastizales utilizando el método de 3 pasos de Parker, Okanagan Washington 2002

La ecología vegetal es una subdisciplina de la ecología que estudia la distribución y abundancia de plantas, los efectos de los factores ambientales sobre la abundancia de plantas y las interacciones entre plantas y otros organismos. Ejemplos de estos son la distribución de bosques templados caducifolios en América del Norte, los efectos de la sequía o las inundaciones sobre la supervivencia de las plantas y la competencia entre las plantas del desierto por el agua, o los efectos de los rebaños de animales de pastoreo sobre la composición de los pastizales. 
O.W. Archibold proporciona una visión global de los principales tipos de vegetación de la Tierra. Reconoce 11 tipos principales de vegetación: bosques tropicales, sabanas tropicales, regiones áridas (desiertos), ecosistemas mediterráneos, ecosistemas de bosques templados, praderas templadas, bosques de coníferas, tundra (tanto polar como de alta montaña), humedales terrestres, ecosistemas de agua dulce y sistemas costeros/marinos. Esta amplitud de temas muestra la complejidad de la ecología de las plantas, ya que incluye plantas desde algas unicelulares flotantes hasta grandes árboles formando copas. 
Una característica que define las plantas es la fotosíntesis. La fotosíntesis es el proceso de una reacción química para crear glucosa y oxígeno, que es vital para la vida de las plantas. Uno de los aspectos más importantes de la ecología vegetal es el papel que han jugado las plantas en la creación de la atmósfera oxigenada de la tierra, un evento que ocurrió hace unos 2 mil millones de años. Se puede fechar mediante el depósito de formaciones de hierro en bandas, rocas sedimentarias distintivas con grandes cantidades de óxido de hierro. Al mismo tiempo, las plantas comenzaron a eliminar el dióxido de carbono de la atmósfera, iniciando así el proceso de control del clima de la Tierra. Una tendencia a largo plazo de la Tierra ha sido aumentar el oxígeno y disminuir el dióxido de carbono, y muchos otros eventos en la historia de la Tierra, como el primer movimiento de vida en la tierra, probablemente estén vinculados a esta secuencia de eventos.
Uno de los primeros libros clásicos sobre ecología vegetal fue escrito por J. E. Weaver y F. E. Clements. Habla ampliamente sobre las comunidades de plantas, y particularmente la importancia de fuerzas como la competencia y procesos como la sucesión. El término ecología en sí fue acuñado por el biólogo alemán Ernst Haeckel.
La ecología de las plantas también se puede dividir por niveles de organización, incluida la ecofisiología de las plantas, la ecología de la población de las plantas, la ecología comunitaria, la ecología de los ecosistemas, la ecología del paisaje y la ecología de la biosfera.
El estudio de las plantas y la vegetación se complica por su forma. Primero, la mayoría de las plantas están enraizadas en el suelo, lo que hace que sea difícil observar y medir la absorción de nutrientes y las interacciones de las especies. En segundo lugar, las plantas a menudo se reproducen vegetativamente, es decir, asexualmente, de una manera que dificulta la distinción de plantas individuales. De hecho, el concepto mismo de un individuo es dudoso, ya que incluso un árbol puede considerarse como una gran colección de meristemos vinculados. Por lo tanto, la ecología vegetal y la ecología animal tienen diferentes estilos de acercamiento a los problemas que involucran procesos como la reproducción, la dispersión y el mutualismo. Algunos ecologistas de plantas han puesto un énfasis considerable en tratar de tratar a las poblaciones de plantas como si fueran poblaciones de animales, centrándose en la ecología de la población. Muchos otros ecologistas creen que si bien es útil recurrir a la ecología de la población para resolver ciertos problemas científicos, las plantas exigen que los ecólogos trabajen con múltiples perspectivas, apropiadas para el problema, la escala y la situación.

## Historia

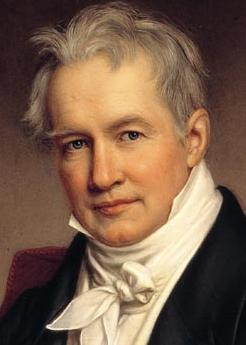
El trabajo de Alexander von Humboldt que conecta las distribuciones de plantas con factores ambientales jugó un papel importante en la génesis de la disciplina de la ecología vegetal.

La ecología vegetal tiene su origen en la aplicación de la fisiología vegetal a las preguntas planteadas por los geógrafos de plantas. : 13–16  Carl Ludwig Willdenow fue uno de los primeros en notar que climas similares producían tipos de vegetación similares, incluso cuando estaban ubicados en diferentes partes del mundo. El estudiante de Willdenow, Alexander von Humboldt, utilizó la fisonomía para describir los tipos de vegetación y observó que la distribución de los tipos de vegetación se basaba en factores ambientales. Los geógrafos de plantas posteriores que se basaron en el trabajo de Humboldt incluyeron a Joakim Frederik Schouw, A. P. de Candolle, August Grisebach y Anton Kerner von Marilaun. El trabajo de Schouw, publicado en 1822, relacionó las distribuciones de plantas con factores ambientales (especialmente la temperatura) y estableció la práctica de nombrar asociaciones de plantas al agregar el sufijo -etum al nombre de la especie dominante. Trabajando a partir de colecciones de herbario, De Candolle buscó reglas generales de distribución de plantas y también decidió usar la temperatura. : 14–16  El trabajo de dos volúmenes de Grisebach, Die Vegetation der Erde nach Ihrer Klimatischen Anordnung, publicado en 1872, vio a la geografía vegetal alcanzar su "forma definitiva" como un campo descriptivo.  : 29 
A partir de la década de 1870, el botánico suizo Simon Schwendener, junto con sus estudiantes y colegas, estableció el vínculo entre la morfología de las plantas y las adaptaciones fisiológicas, sentando las bases para los primeros libros de texto de ecología, Plantesamfund deEugenius Warming (publicado en 1895) y el Pflanzengeographie auf Physiologischer Grundlage de Andreas Schimper de 1898. Warming incorporó con éxito la morfología vegetal, la taxonomía fisiológica y la biogeografía en la geografía vegetal para crear el campo de la ecología vegetal. Aunque más morfológico que fisiológico, Schimper ha sido considerado el fundador de la ecología fisiológica de las plantas. : 17–18 La ecología vegetal se construyó inicialmente alrededor de ideas estáticas de distribución de plantas; la incorporación del concepto de sucesión agregó un elemento para cambiar a través del tiempo en el campo. Los estudios de Henry Chandler Cowles sobre la sucesión de plantas en las dunas de arena del lago Míchigan (publicado en 1899) y la monografía de Frederic Clements en 1916 sobre el tema lo establecieron como un elemento clave de la ecología vegetal. 
La ecología vegetal se desarrolló dentro de la disciplina más amplia de la ecología durante el siglo XX. Inspirado por el Plantesamfund de Warming, Arthur Tansley se propuso mapear las comunidades de plantas británicas. En 1904 se asoció con William Gardner Smith y otros involucrados en el mapeo de vegetación para establecer el Comité Central para el Estudio y Estudio de la Vegetación Británica, que luego se acortó al Comité Británico de Vegetación. En 1913, el Comité Británico de Vegetación organizó la British Ecological Society (BES), la primera sociedad profesional de ecologistas. Esto fue seguido en 1917 por el establecimiento de la Sociedad Ecológica de América (ESA); los ecologistas de plantas formaron el subgrupo más grande entre los miembros inaugurales de la ESA. : 41 
Los estudiantes de Cowles jugaron un papel importante en el desarrollo del campo de la ecología vegetal durante la primera mitad del siglo XX, entre ellos William S. Cooper, E. Lucy Braun y Edgar Transeau. : 23 
| Cronología gráfica de ecologistas de plantas |
| -------------------------------------------- |
|                                              |

## Distribución

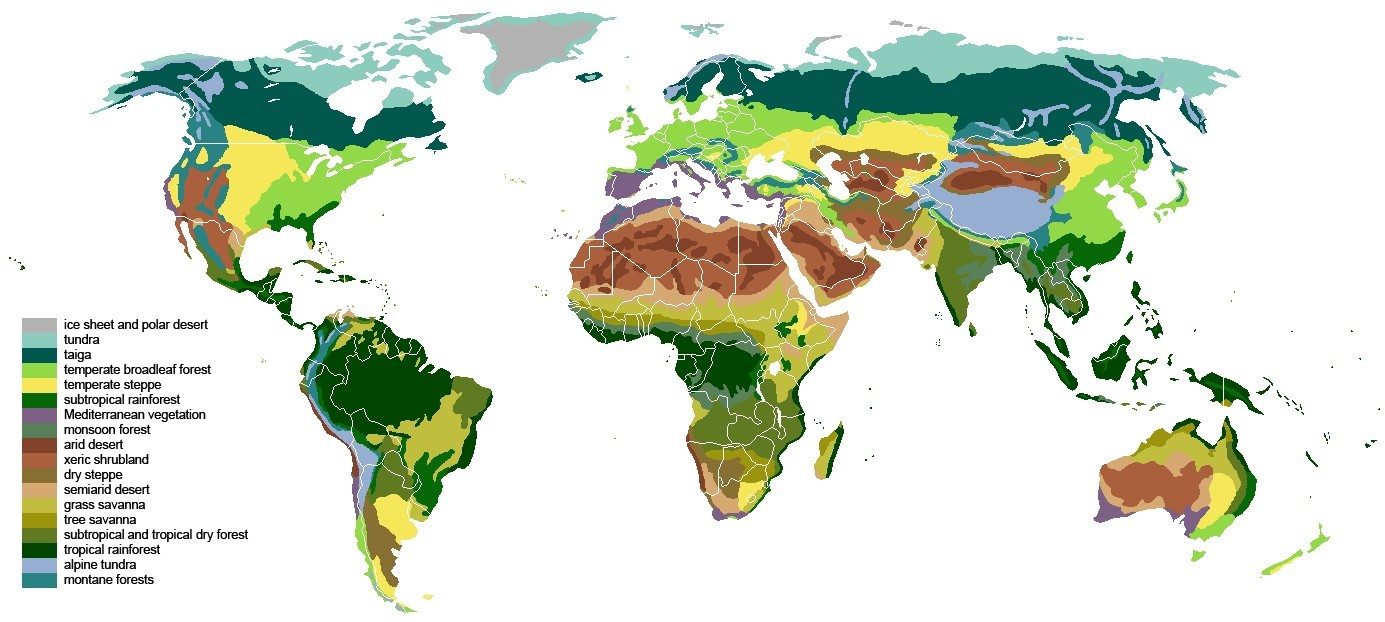
Los biomas mundiales se basan en el tipo de planta dominante.

La distribución de las plantas se rige por una combinación de factores históricos, ecofisiología e interacciones bióticas. El conjunto de especies que pueden estar presentes en un sitio determinado está limitado por la contingencia histórica. Para aparecer, una especie debe haber evolucionado en un área o dispersarse allí (ya sea de forma natural o a través de la agencia humana), y no debe haberse extinguido localmente. El conjunto de especies presentes localmente se limita aún más a aquellas que poseen las adaptaciones fisiológicas para sobrevivir a las condiciones ambientales que existen. Este grupo se forma aún más a través de interacciones con otras especies. : 2–3 
Las comunidades de plantas están ampliamente distribuidas en biomas según la forma de las especies de plantas dominantes. Por ejemplo, los pastizales están dominados por pastos, mientras que los bosques están dominados por árboles. Los biomas están determinados por los climas regionales, principalmente la temperatura y la precipitación, y siguen tendencias latitudinales generales. Dentro de los biomas, puede haber muchas comunidades ecológicas, que se ven afectadas no solo por el clima y una variedad de características a menor escala, incluidos los suelos, la hidrología y el régimen de perturbación. Los biomas también cambian con la elevación, las elevaciones altas a menudo se asemejan a las encontradas en latitudes más altas. 

## Interacciones biológicas

### Competencia
Las plantas, como la mayoría de las formas de vida, requieren relativamente pocos elementos básicos: carbono, hidrógeno, oxígeno, nitrógeno, fósforo y azufre; por lo tanto, se conocen como formas de vida CHNOPS. También se necesitan elementos menores, frecuentemente denominados micronutrientes, como el magnesio y el sodio. Cuando las plantas crecen muy cerca, pueden agotar los suministros de estos elementos y tener un impacto negativo en los vecinos. La competencia por los recursos varía de simétrica completa (todos los individuos reciben la misma cantidad de recursos, independientemente de su tamaño) a simétrica de tamaño perfecto (todos los individuos explotan la misma cantidad de recursos por unidad de biomasa) a asimétrica de tamaño absoluto (los individuos más grandes explotan todos El recurso disponible). El grado de asimetría de tamaño tiene efectos importantes en la estructura y diversidad de las comunidades ecológicas. En muchos casos (quizás la mayoría), los efectos negativos sobre los vecinos surgen de la competencia asimétrica de tamaño por la luz. En otros casos, puede haber competencia bajo tierra por agua, nitrógeno o fósforo. Para detectar y medir la competencia, se necesitan experimentos; Estos experimentos requieren eliminar vecinos y medir las respuestas en las plantas restantes. Muchos de estos estudios son necesarios antes de poder hacer generalizaciones útiles. 
En general, parece que la luz es el recurso más importante por el que compiten las plantas, y el aumento de la altura de la planta durante el tiempo evolutivo probablemente refleja la selección de plantas más altas para interceptar mejor la luz. Por lo tanto, muchas comunidades de plantas están organizadas en jerarquías basadas en las capacidades competitivas relativas para la luz. En algunos sistemas, particularmente los sistemas infértiles o áridos, la competencia bajo tierra puede ser más significativa. A lo largo de los gradientes naturales de fertilidad del suelo, es probable que la relación entre la competencia sobre el suelo y la competencia bajo el suelo cambie, con una mayor competencia sobre el suelo en los suelos más fértiles. Las plantas que son competidores relativamente débiles pueden escapar a tiempo (sobreviviendo como semillas enterradas) o en el espacio (dispersándose a una nueva ubicación lejos de competidores fuertes). 
En principio, es posible examinar la competencia a nivel de los recursos limitantes si se dispone de un conocimiento detallado de los procesos fisiológicos de las plantas competidoras. Sin embargo, en la mayoría de los estudios ecológicos terrestres, solo hay poca información sobre la absorción y la dinámica de los recursos que limitan el crecimiento de diferentes especies de plantas, y, en cambio, la competencia se infiere de los efectos negativos observados de las plantas vecinas sin saber con precisión qué recursos las plantas competían por En ciertas situaciones, las plantas pueden competir por un único recurso que limita el crecimiento, tal vez por la luz en sistemas agrícolas con suficiente agua y nutrientes, o en densos rodales de vegetación de pantanos, pero en muchos ecosistemas naturales las plantas pueden estar colimitadas por varios recursos, por ejemplo, la luz, fósforo y nitrógeno al mismo tiempo.
Por lo tanto, quedan muchos detalles por descubrir, particularmente los tipos de competencia que surgen en las comunidades de plantas naturales, los recursos específicos, la importancia relativa de los diferentes recursos y el papel de otros factores como el estrés o las perturbaciones en la regulación La importancia de la competencia

### Mutualismo
El mutualismo se define como una interacción "entre dos especies o individuos que es beneficiosa para ambas". Probablemente el ejemplo más extendido en las plantas es la relación mutuamente beneficiosa entre plantas y hongos, conocida como micorrizas. La planta es asistida con la absorción de nutrientes, mientras que el hongo recibe carbohidratos. Algunas de las primeras plantas fósiles conocidas incluso tienen micorrizas fósiles en sus rizomas.
Las plantas con flores son un grupo que ha evolucionado utilizando dos mutualismos principales. Primero, las flores son polinizadas por insectos. Esta relación parece tener sus orígenes en los escarabajos que se alimentan de flores primitivas, comen polen y también actúan (sin saberlo) como polinizadores. En segundo lugar, los animales comen las frutas y luego los animales dispersan las semillas. Por lo tanto, las plantas con flores en realidad tienen tres tipos principales de mutualismo, ya que la mayoría de las plantas superiores también tienen micorrizas.
Las plantas también pueden tener efectos beneficiosos entre sí, pero esto es menos común. Los ejemplos pueden incluir "plantas nodrizas" cuya sombra permite que los cactus jóvenes se establezcan. Sin embargo, la mayoría de los ejemplos de mutualismo son en gran medida beneficiosos para solo uno de los socios, y pueden no ser realmente el verdadero mutualismo. El término utilizado para estas relaciones más unilaterales, que en su mayoría son beneficiosas para un participante, es facilitación. La facilitación entre plantas vecinas puede actuar reduciendo los impactos negativos de un ambiente estresante. En general, es más probable que la facilitación ocurra en entornos físicamente estresantes que en entornos favorables, donde la competencia puede ser la interacción más importante entre las especies.
El comensalismo es similar a la facilitación, ya que una planta está explotando principalmente a otra. Un ejemplo familiar son las efifitas que crecen en las ramas de los árboles tropicales, o incluso los musgos que crecen en los árboles de los bosques caducifolios. 
Es importante hacer un seguimiento de los beneficios recibidos por cada especie para determinar el término apropiado. Aunque a las personas a menudo les fascinan los ejemplos inusuales, es importante recordar que en las plantas, los mutualismos principales son las micorrizas, la polinización y la dispersión de semillas.

### Parasitismo
El parasitismo en biología se refiere a una interacción entre diferentes especies, donde el parásito (una especie) se beneficia a expensas del huésped (la otra especie). Los parásitos dependen de otro organismo (su huésped) para la supervivencia en general, que generalmente incluye los requisitos de hábitat y nutrientes como mínimo.

### Comensalismo
El comensalismo se refiere a la interacción biológica entre dos especies en la que una se beneficia mientras que la otra simplemente no se ve afectada. La especie que se beneficia se conoce como comensal, mientras que la especie que no se ve afectada se conoce como el huésped. Por ejemplo, los organismos que viven unidos a las plantas, conocidos como epifitas, se denominan comensales. Las algas que crecen en el lomo de las tortugas o los perezosos también se consideran comensales. Su tasa de supervivencia es mayor cuando están unidos a su huésped, sin embargo, no dañan ni benefician al huésped. Casi el 10% de todas las especies de plantas vasculares en todo el mundo son epífitas, y la mayoría de ellas se encuentran en bosques tropicales. Por lo tanto, representan una gran fracción de la biodiversidad vegetal total en el mundo, siendo el 10% de todas las especies y el 25% de todas las especies de plantas vasculares en los países tropicales. Sin embargo, los comensales tienen la capacidad de transformarse en parásitos con el tiempo, lo que resulta en una disminución del éxito o una disminución general de la población.

### Herbivoría

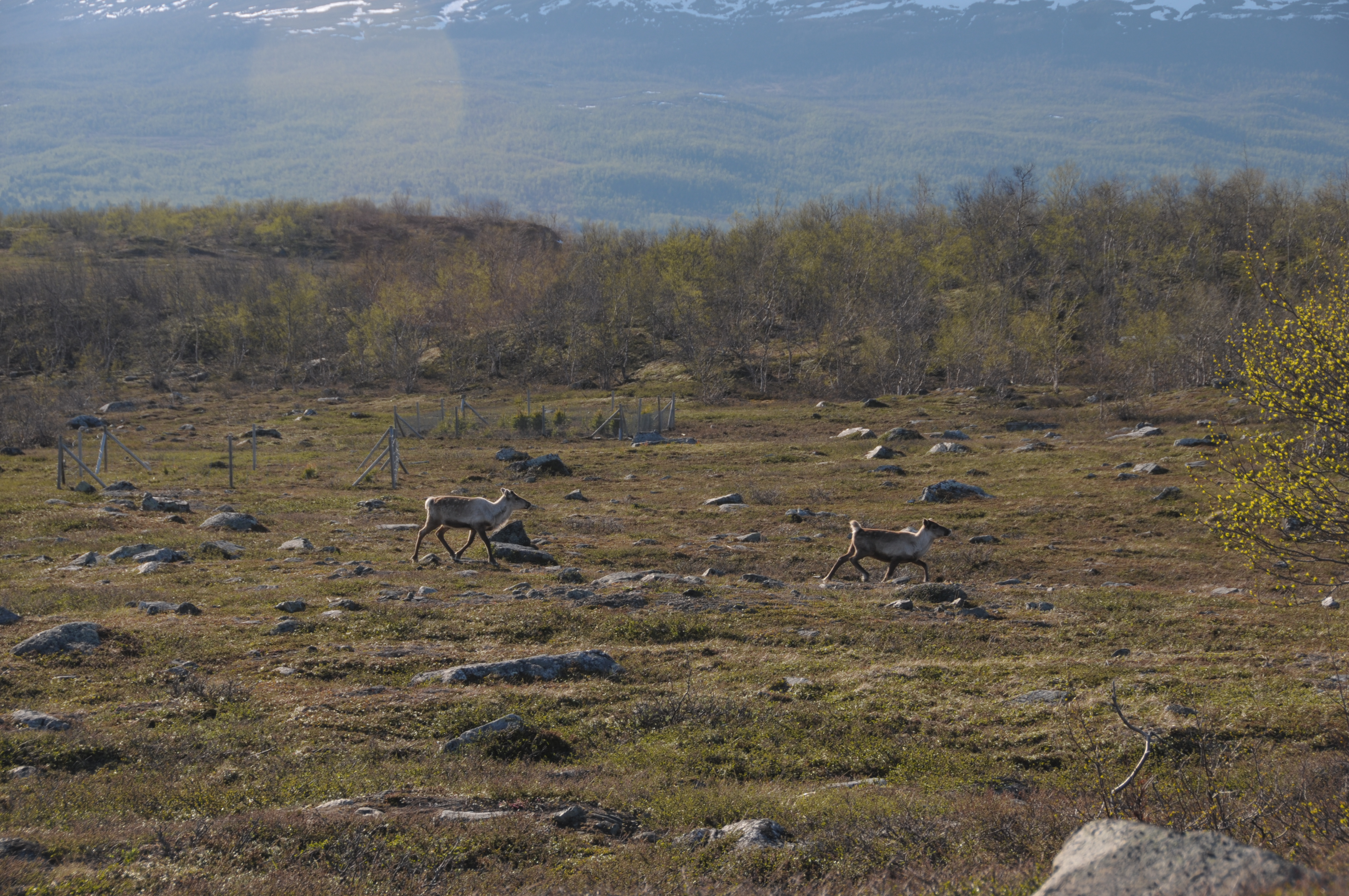
Reno frente a las exclusiones de herbívoros. Excluir diferentes herbívoros (aquí renos, o renos y roedores) tiene diferentes efectos sobre la vegetación.

Una función ecológica importante de las plantas es que producen compuestos orgánicos para herbívoros en el fondo de la red alimentaria. Una gran cantidad de rasgos vegetales, desde espinas hasta defensas químicas, pueden estar relacionados con la intensidad de la herbivoría. Los herbívoros grandes también pueden tener muchos efectos sobre la vegetación. Estos incluyen eliminar especies seleccionadas, crear brechas para la regeneración de nuevos individuos, reciclar nutrientes y dispersar semillas. Ciertos tipos de ecosistemas, como los pastizales, pueden estar dominados por los efectos de los grandes herbívoros, aunque el fuego también es un factor igualmente importante en este bioma. En algunos casos, los herbívoros son capaces de eliminar casi toda la vegetación en un sitio (por ejemplo, gansos en las tierras bajas de la Bahía de Hudson de Canadá y nutria en las marismas de Louisiana), pero normalmente los herbívoros tienen un impacto más selectivo, particularmente cuando los grandes depredadores controlan la abundancia de herbívoros. El método habitual para estudiar los efectos de los herbívoros es construir cercados, donde no pueden alimentarse, y comparar las comunidades de plantas en los cercados con las de afuera durante muchos años. A menudo, estos experimentos a largo plazo muestran que los herbívoros tienen un efecto significativo sobre las especies que conforman la comunidad de plantas.

## Otros temas

### Abundancia
El éxito ecológico de una especie de planta en un entorno específico puede cuantificarse por su abundancia y, dependiendo de la forma de vida de la planta, pueden ser relevantes diferentes medidas de abundancia, por ejemplo, densidad, biomasa o cubierta vegetal. 
El cambio en la abundancia de una especie de planta puede deberse a factores abióticos, por ejemplo, cambio climático, o factores bióticos, por ejemplo, competencia herbívora o interespecífica. 

### Colonización y extinción local
Si una especie de planta está presente en un área local depende de los procesos de colonización y extinción local. La probabilidad de colonización disminuye con la distancia a los hábitats vecinos donde está presente la especie y aumenta con la abundancia y la fecundidad de la planta en los hábitats vecinos y la distancia de dispersión de la especie. La probabilidad de extinción local disminuye con la abundancia (tanto plantas vivas como semillas en el banco de semillas). 

### Reproducción
Hay algunas formas en que la reproducción ocurre dentro de la vida vegetal, y una es a través de la partenogénesis. La partenogénesis se define como "una forma de reproducción asexual en la que se producen descendientes genéticamente idénticos (clones)". Otra forma de reproducción es a través de la fertilización cruzada, que se define como "fertilización en la cual el óvulo y el esperma son producidos por diferentes individuos", y en las plantas esto ocurre en el óvulo. Una vez que un óvulo es fertilizado dentro de la planta, esto se convierte en lo que se conoce como semilla. Una semilla normalmente contiene el tejido nutritivo también conocido como endospermo y embrión. Una plántula es una planta joven que recientemente ha pasado por la germinación. Otra forma de reproducción de una planta es la autofecundación; en el que tanto el esperma como el óvulo se producen del mismo individuo, esta planta es, por lo tanto, una planta titulada autocompatible.

### Otras lecturas
- Archibold, O.W. (1995). «Ecology of World Vegetation». Chapman and Hall, London.
- Cittadino, E. (1990). La naturaleza como laboratorio. Ecología vegetal darwiniana en el imperio alemán, 1880-1900 . Cambridge: Cambridge University Press.
- Crawley, Michael J. (1997). Plant Ecology. Blackwell Scientific Publications. ISBN 9780632036394. Consultado el 24 de abril de 2012.  Crawley, Michael J. (1997). Plant Ecology. Blackwell Scientific Publications. ISBN 9780632036394. Consultado el 24 de abril de 2012.  Crawley, Michael J. (1997). Plant Ecology. Blackwell Scientific Publications. ISBN 9780632036394. Consultado el 24 de abril de 2012. ISBN 0-632-01363-X
- Gibson, J. Phil; Gibson, Terri R. (2006). Plant Ecology. Green World. OCLC 60839405. ISBN 0-7910-8566-X
- Keddy, Paul A. (2007). «Plants and Vegetation: Origins, Processes, Consequences.». Cambridge University Press.  ISBN 978-0-521-86480-0

- Datos: Q1387972
- Multimedia: Plant ecology / Q1387972